# سوس العنكبوت القراص
سوس العنكبوت القراص (الاسم العلمي: Tetranychus urticae) (التسميات الشائعة: سوس العنكبوت الأحمر وسوس العنكبوت ذو البقعتان)، هو نوع من السوس نباتي التغذية الذي يعتبر عمومًا آفة. وهو عضو معروف على نطاق واسع في فصيلة السوسيات العنكبوتية.